# Pierre Levegh
Pierre Eugène Alfred Bouillin, född den 22 december 1905 i Paris, död den 11 juni 1955 i Le Mans, var en fransk racerförare. Han tog pseudonymen Pierre Levegh efter en släkting, en motorsportpionjär under det sena 1800-talet.
Förutom bilsport ägnade sig Levegh åt ishockey och tennis. Han körde sex formel 1-lopp under 1950 och 1951 med en privat Talbot-Lago.
Levegh körde även sex Le Mans 24-timmars-lopp för Talbot-Lago mellan 1938 och 1954. Till säsongen 1955 hade Levegh fått kontrakt med Mercedes-Benz. Han omkom i Le Mans-katastrofen 1955.

## F1-karriär
| Säsong | Stall/Tillverkare                | Poäng | Placering |
| ------ | -------------------------------- | ----- | --------- |
| 1950   | Pierre Levegh (Talbot-Lago T26C) | 0     | -         |
| 1951   | Pierre Levegh (Talbot-Lago T26C) | 0     | -         |